# Нью-Глостер (Мен)
Нью-Глостер (англ. New Gloucester) — місто (англ. town) в США, в окрузі Камберленд штату Мен. Населення — 5676 осіб (2020).

## Демографія
Згідно з переписом 2010 року, у місті мешкали 5542 особи в 2092 домогосподарствах у складі 1534 родин. Було 2295 помешкань
Расовий склад населення:
| - 97,5 % — білих - 0,4 % — азіатів - 0,3 % — чорних або афроамериканців - 0,1 % — корінних американців |

До двох чи більше рас належало 1,6 %. Частка іспаномовних становила 0,8 % від усіх жителів.
За віковим діапазоном населення розподілялося таким чином: 24,5 % — особи молодші 18 років, 67,0 % — особи у віці 18—64 років, 8,5 % — особи у віці 65 років та старші. Медіана віку мешканця становила 39,5 року. На 100 осіб жіночої статі у місті припадало 103,8 чоловіків;  на 100 жінок у віці від 18 років та старших — 101,5 чоловіків також старших 18 років.
Середній дохід на одне домашнє господарство  становив 77 825 доларів США (медіана — 65 446), а середній дохід на одну сім'ю — 83 361 долар (медіана — 75 238). Медіана доходів становила 50 638 доларів для чоловіків та 45 326 доларів для жінок. За межею бідності перебувало 9,1 % осіб, у тому числі 16,8 % дітей у віці до 18 років та 5,5 % осіб у віці 65 років та старших.
Цивільне працевлаштоване населення становило 3309 осіб. Основні галузі зайнятості: освіта, охорона здоров'я та соціальна допомога — 26,3 %, науковці, спеціалісти, менеджери — 12,5 %, роздрібна торгівля — 10,6 %, виробництво — 9,3 %.